# YOSUI TRIBUTE
『YOSUI TRIBUTE』（ヨウスイ・トリビュート）は、井上陽水のトリビュート・アルバム。2004年11月10日にリリース。

## 解説
2004年放送テレビ番組『空想ハイウェイ』をきっかけとして制作。

## 収録曲
全作詞・作曲：井上陽水 （特記以外）
1. 夢の中へ／TRICERATOPS（編曲：TRICERATOPS）
3rdシングル。1973年3月1日リリース
2. 東へ西へ／布袋寅泰
アルバム『陽水II センチメンタル』収録。
2006年発売『SOUL SESSIONS』で井上と共演、リメイク。
3. 心もよう／平原綾香（編曲：星勝）
4thシングル。1973年9月21日リリース
4. リバーサイドホテル／奥田民生
18thシングル。1982年7月5日リリース
5. いっそセレナーデ／小野リサ（編曲：Oscar Castro Neves）
23rdシングル。1984年10月24日リリース
6. 限りない欲望／Bank Band（編曲：Bank Band）
アルバム『断絶』収録。
Bank Bandバージョンはアルバム『沿志奏逢』収録。
7. カナリア／ジェーン・バーキン（リミックス：Renaud Letang）
アルバム『LION & PELICAN』収録
8. 傘がない／UA（編曲：UA）
2ndシングル。1972年7月1日リリース
9. いつのまにか少女は／持田香織（編曲：井上陽水）
3rdシングル「夢の中へ」C/W曲。
2004年10月20日に先行シングルとしてリリース
10. とまどうペリカン／松任谷由実（編曲：Ricky Peterson）
19thシングル。1982年10月21日リリース
11. 白い一日／玉置浩二（作詞：小椋佳　編曲：玉置浩二、安藤さと子）
アルバム『氷の世界』収録。
12. ワインレッドの心／DOUBLE（作曲：玉置浩二　編曲：三木俊雄）
安全地帯に提供した楽曲。
13. ジェラシー ／一青窈（編曲：武部聡志）
16thシングル。1981年6月21日リリース
14. 少年時代／忌野清志郎（作曲：井上陽水・平井夏美　ALL By Myself：忌野清志郎）
29thシングル。1990年9月21日リリース

## 演奏
夢の中へ
- 和田唱：Vocals, Guitars
- 林幸治：Bass
- 吉田佳史：Drums

東へ西へ
- 布袋寅泰：Vocal, Guitar, Bass, Programming
- 岸利至：Programming, Audio Edit
- オオエタツヤ：Arrangement Support

心もよう
- 平原綾香：Vocal
- 浦田恵司：Sound Architect
- 小島良喜：Keyboards
- 西川進：Guitar, Bass
- 後閑慎也：SEQ, Programming

リバーサイド ホテル
- 奥田民生：Vocal, Guitar
- 沼澤尚：Drums
- 小原礼：Bass
- 斎藤有太：Electric Piano

いっそ セレナーデ
- 小野リサ：Vocal, Chorus
- Kleber Jorge Pimenta ：Portuguese, Chorus
- Oscar Castro Neves ：Acoustic Guitar, Acoustic Piano, Keyboards, Sound Produce
- Jose Luiz Maia ：Electric Bass
- 石川智：Drums

限りない欲望
- 櫻井和寿：Vocal & Guitar
- 小林武史：Keyboards
- 古川昌義：Guitar
- 美久月千晴：Bass
- 山木秀夫：Drums
- 山本拓夫：Sax
- 吉田誠：Computer Programming
- 安達練：Keyboards

傘がない
- UA：Vocal
- 花田裕之：Guitar
- TOKIE：Bass
- 椎野恭一：Drums

いつのまにか少女は
- 持田香織：Vocal
- 井上陽水：Acoustic Guitar, Blues Harp
- 今剛：Acoustic Guitar
- 美久月千晴：Upright Bass
- 小島良喜：Keyboards

とまどうペリカン
- 松任谷由実：Vocal, Background Vocal
- Paul Peterson ：Bass, Electric Guitars
- Joey Finger ：Drums, Loop Program
- Ricky Peterson ：Keyboards

白い一日
- 玉置浩二：Vocal, Guitar
- 安藤さと子：Piano, Keyboards

ワインレッドの心
- 三木俊雄：Leader, Tenor Saxophone
- 池田篤：Alto Saxophone
- 岡崎正典：Tenor Saxophone
- 奥村晶、岡崎好朗：Flugelhorn
- 片岡雄三：Trombone
- 山岡潤：Euphonium
- 福田重男：Piano
- 上村信：Bass
- 高橋徹：Drums
- 伊勢三木子：1st Violin
- 高橋アセイ：2nd Violin
- 梶谷裕子：Viola
- 平山織絵：Cello

ジェラシー
- 一青窈：Vocals
- 武部聡志：Piano
- 鳥山雄司：Guitar
- 美久月千晴：Bass
- 河村“カースケ”智康：Drums
- 三沢またろう：Percussion
- 金子隆博：Flute
- 弦一徹ストリングス：Strings

少年時代
- 忌野清志郎：Vocal, Drums, Ukulele, Guitar, Percussion, Blues Harp, Recording & Mixing Engineer;ALL By Myself